# Stonerush
Stonerush is een interactieve kinderattractie in het Belgische pretpark Bobbejaanland in het themagebied Mystery Bay. De attractie bestaat uit een houten goot met een kronkelig, dalend verloop, waar stromend water over een stalen bodem loopt. Bezoekers kunnen met behulp van zeefnetjes zand zeven om verborgen edelstenen en fossielen te ontdekken. De attractie werd geleverd door het Amerikaanse Sandy Creek Mining Company.

## Verloop
Bezoekers krijgen tegen betaling een zakje zand waarin kleine edelstenen en/of fossielen verstopt zitten. Door het zand in het stromende water te zeven met de zeefjes, kunnen ze op zoek gaan naar de verborgen schatten. Gevonden schatten mogen bezoekers mee naar huis nemen als souvenir.

## Locatie
Stonerush bevindt zich tussen de waterattractie Terra Magma en Bob Express, in Bobbejaanland.

## Geschiedenis
Stonerush was eerder al te vinden in Center Parcs De Huttenheugte.
Afbeeldingen